# Juno Birch
Juno Birch (25 de dezembro de 1993) é uma drag queen, escultora e YouTuber inglesa. Iniciou a sua carreira profissional na arte do drag em finais de 2018, destacando-se pela sua personagem única de estilo retro e estética pastel alienígena, inspirada em filmes como Mars Attack! ou outros de série B. Além de trabalhar como drag queen, Juno Birch cria esculturas de cerâmica que misturam “atributos masculinos e femininos”.
Em 2020, a revista GQ destacou-a como "uma das drag queens mais interessantes do país".

## Vida pessoal
Juno Birch nasceu em Manchester a 25 de dezembro de 1993, e cresceu em Frodsham e Runcorn. É uma mulher trans e se assumiu pela primeira vez por volta dos 13 ou 14 anos, antes de começar a terapia de reposição hormonal aos 16 anos de idade. Mais tarde, em 2015, realizou uma cirurgia de redesignação de gênero sendo tratada para a disforia de gênero.

## Carreira
Em dezembro de 2018, Juno Birch estreou-se profissionalmente na arte do drag ao realizar shows em bares locais e protagonizar vários vídeos para o YouTube e o Instagram, onde apresentava a sua persona drag como uma "mulher espiã marciana, com um pouco de The Muppets, mais um pouco de dona de casa dos anos 60, um pouco de Squidward Tentacles, ou ainda O Quinto Elemento, o sexto elemento, o sétimo elemento... todos os elementos e mais algum.", segundo as palavras da própria. Publicava sobretudo vídeos dos seus espetáculos de drag onde desempenhava performances de lipsinking, tutoriais de maquilhagem, sketchs de comédia, entrevistas e vídeos streaming de si mesma a jogar The Sims, entre outros. Devido à sua exuberante personagem drag, os vídeos atraíram rapidamente a atenção do público e novos seguidores, sendo convidada pouco depois para colaborar com outros artistas, como Alexis Stone e Trixie Mattel.
Além de trabalhar como drag queen, Juno é também uma escultora autodidata, criando peças que retratam uma versão exagerada da sua personagem drag, muitas vezes apresentando detalhes como pomos de Adão, lábios exagerados, cabelos grandes, seios expostos, barba por fazer e mandíbulas quadradas "misturando atributos masculinos e femininos". Birch disse que, por vezes, cria um conceito para um visual esculpindo-o antes de tentar o look em seu próprio rosto e corpo. A revista Dazed descreveu o seu trabalho como "esculturas retrofuturistas em uma variedade de cores pastéis".
Em março de 2021, Juno Birch anunciou a sua primeira tourné internacional "Attack of the Stunning" ao lado da drag queen Liquorice Black. Os espetáculos foram realizados em várias cidades do Reino Unido, Estados Unidos da América, Canadá e Austrália.
Em 2023, realizou a sua segunda tour, intitulada "The Juno Show" e fez uma aparição na RuPaul's DragCon UK.

## Filmografia

### Televisão
| Ano  | Título       | Papel      | Notas                           | Ref.   |
| ---- | ------------ | ---------- | ------------------------------- | ------ |
| 2022 | Trixie Motel | Juno Birch | Episódio: "Atomic Bombshell"    | [ 14 ] |
| 2022 | Trixie Motel | Juno Birch | Episódio: "Pride Grand Opening" | [ 14 ] |

### Websérie
| Ano  | Título                                | Papel      | Notas                  | Ref.   |
| ---- | ------------------------------------- | ---------- | ---------------------- | ------ |
| 2020 | Transformations: with James St. James | Juno Birch | Episódio: "Juno Birch" | [ 15 ] |

## Tours
- Attack of the Stunning (2022) [16]
- The Juno Show (2023)